# Корнени (Клуж)
Корнени (рум. Corneni) насеље је у Румунији у округу Клуж у општини Алуниш. Oпштина се налази на надморској висини од 416 m.

## Становништво
Према подацима из 2002. године у насељу је живело 174 становника, од којих су сви румунске националности.